# Lista de geoparques nacionais

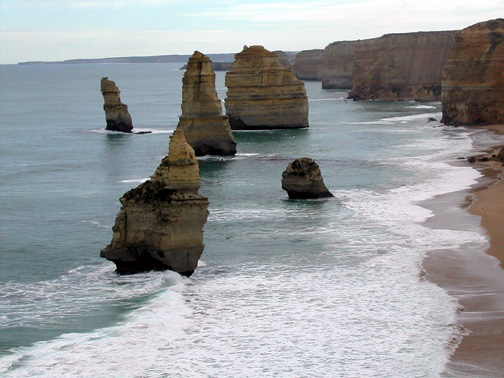
O Parque Nacional de Port Campbell, Victoria, Austrália, com os seus Doze Apóstolos, apresenta potencial para geoparque mundial

Esta é uma lista incompleta de geoparques, actuais ou em preparação, que ainda não atingiram o estatuto de geoparque mundial.
Alemanha
- Parque da Idade do Gelo de Mecklemburgo (site oficial)

Austrália
- Volcanoes Discovery Trail[2]

Áustria
- Geoparque Kamptal-Schönberg

Brasil
- Projeto Geoparque Corumbataí (em preparação), no interior de São Paulo
- Parque Estadual de Vila Velha, Ponta Grossa, Paraná
- Parque Nacional do Iguaçu, Foz do Iguaçu, Paraná
- Parque do Varvito, Itu, São Paulo  Parque Rocha Moutonnée
- Parque Rocha Moutonnée, Salto, São Paulo
- Floresta Fóssil de Teresina (em implementação) Teresina, Piauí

Bulgária
- Geoparque Iskar-Panega

China
- Geoparque Nacional Guizhou[3]

França
- Cratera de impacto de Rochechouart Chassenon

Marrocos
- M'Goun[4]

Portugal
- Geoparque de Arouca (2009)
- Geoparque Naturtejo (2006)
- Geoparque Açores (2013)
- Geopark Terras de Cavaleiros (2014)
- Geopark Estrela (2019)

Reino Unido
- Geoparque das Colinas de Abberley e Malvern (site oficial)